# Елпис
Елпис (на гръцки: ἐλπίς) е духът на надеждата в древногръцката митология. Изобразяван е като млада жена, държаща цветя или Корнукопия. Древните гърци са имали противоречиви, дори отрицателни чувства към надеждата, като за тях тя е по-скоро продължение на страданието, затова Елпис не е бог и няма религиозен култ към него. Еквивалента на Елпис в римската митология е Спес, към който обаче римляните имат култ.

## Митология
Елпис се свързва с мита за „Кутията на Пандора“. Зевс изпраща при Епиметей красивата Пандора, за да отмъсти на брат му Прометей за кражбата на огъня. Епиметей бива заслепен от красотата ѝ и въпреки увещанията на Прометей я взема за жена. В техния дом имало плътно затворен съд, в който били скрити всякакви духове. Любопитната Пандора отворила съда и освободила злините, които тръгнали по Земята и направили живота на хората студен и жесток; по волята на Зевс вътре останал единствено духът на надеждата Елпис.

## Астрономия
На Елпис е кръстен астероид в Атероидния пояс – 59 Elpis.